# Opvarmning (sport)
 For alternative betydninger, se Opvarmning. (Se også artikler, som begynder med Opvarmning)
Ved opvarmning hæves ens kropstemperatur, specielt temperaturen i muskler og led.
| Sport | Spire Denne artikel om sport er en spire som bør udbygges. Du er velkommen til at hjælpe Wikipedia ved at udvide den. |